# Jaime Gama
Jaime José Matos da Gama GCC • GCIH • GCL (Fajã de Baixo, Ponta Delgada, 8 de junho de 1947) é um professor e político português.

## Biografia
Frequentou o Liceu Nacional Antero de Quental, em Ponta Delgada. Licenciou-se em Filosofia e terminou o Curso Complementar de Ciências Pedagógicas, pela Faculdade de Letras da Universidade de Lisboa.
Foi professor do ensino secundário e do ensino superior privado, além de jornalista, com uma passagem pelo jornal República.

### Carreira política e governativa[2]
Membro da Ação Socialista Portuguesa, Jaime Gama foi detido pela PIDE em 1965, após deslocação a Roma para participar num encontro da Internacional Socialista. Em 1969 é candidato a deputado à Assembleia Nacional, pela Comissão Eleitoral de Unidade Democrática, oposição democrática não comunista, participada também por monárquicos anti-salazaristas e católicos progressistas.
Em 1973 está entre os militantes fundadores do Partido Socialista.
Quando ocorre o 25 de abril de 1974, Jaime Gama encontrava-se a cumprir o serviço militar, como oficial milicano do CICA 2 (Centro de Instrução de Condutores Auto da Figueira da Foz). Esta circunstância leva-o a participar diretamente nas operações militares do golpe que levou à queda do governo de Marcelo Caetano. Daí será requisitado para dirigir a informação e os noticiários da Emissora Nacional, hoje RDP.
Com uma longa carreira parlamentar, iniciada logo na Assembleia Constituinte, onde ademais de deputado foi presidente da Comissão dos Assuntos das Regiões Autónomas (1975-1976), foi várias vezes eleito deputado à Assembleia da República, a partir de 1976, pelo círculo dos Açores e, a partir de 1983, pelo círculo de Lisboa. Foi vice-presidente (1976-1978) e presidente (1991-1992 e 1993-1995) do Grupo Parlamentar do PS; presidiu às comissões parlamentares dos Negócios Estrangeiros (1976-1978) e de Defesa Nacional (1985-1991).

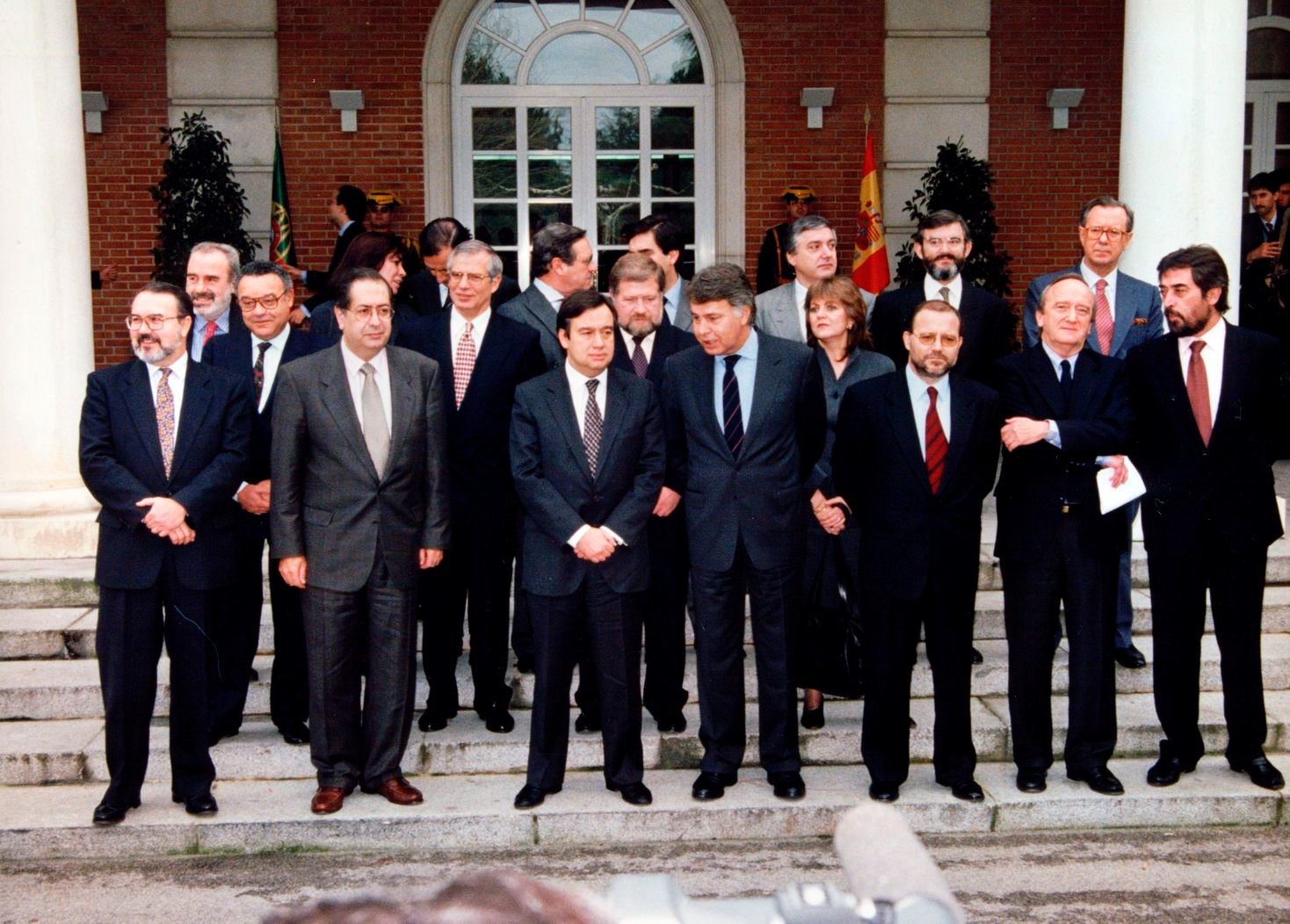
Fotografado em Moncloa em janeiro de 1996, por ocasião da conferência hispano-portuguesa

A experiência parlamentar é interrompida diversas vezes para exercer funções governativas; Jaime Gama estreia-se como Ministro da Administração Interna, no segundo governo de Mário Soares, que resultou de uma coligação com o CDS-PP de Diogo Freitas do Amaral, em 1978; assume a função de Ministro dos Negócios Estrangeiros, de novo sendo Primeiro-Ministro Mário Soares, em coligação com o PSD (o chamado governo do Bloco Central), 1983-1985; repete o cargo no primeiro governo de António Guterres, 1995-2002; continua com Guterres, agora como Ministro de Estado e dos Negócios Estrangeiros, no seu segundo governo, que tomou posse em 1999 e durou até 2002, quando Guterres se demitiu na sequência de um mau resultado do PS nas eleições autárquicas desse ano.
Quando regressa à Assembleia, na sequência das legislativas de 2002, ganhas pelo PSD de Durão Barroso, vai presidir à Comissão de Assuntos Europeus e Política Externa (2002-2005); assumindo, subsequentemente, o cargo de Presidente da Assembleia da República (2005-2011) e, nessa qualidade, o cargo inerente de membro do Conselho de Estado (2005-2011).
Publicou Política Externa Portuguesa (1983-1985, 1995-1999, 1999-2002).
Foi Presidente do Conselho de Administração do Novo Banco dos Açores entre 2014 e 2022.
A 14 de Março de 2016 foi nomeado Chanceler das Antigas Ordens Militares pelo Presidente da República Marcelo Rebelo de Sousa, tomando posse a 23 do mesmo mês.

### Condecorações[8][9]
- Grã-Cruz da Ordem do Infante D. Henrique de Portugal (19 de Abril de 1986)
- Grã-Cruz da Ordem Militar de Nosso Senhor Jesus Cristo de Portugal (2 de Junho de 1987)
- Grã-Cruz do Mérito com Estrela da Ordem do Mérito da República Federal da Alemanha Ocidental (9 de Maio de 1989)
- Comendador da Ordem Nacional da Legião de Honra de França (28 de Janeiro de 1991)
- Grã-Cruz da Ordem de Ouissam Alaoui de Marrocos (6 de Fevereiro de 1992)
- Medalha da República Oriental do Uruguai (12 de Agosto de 1997)[10]
- Comendador com Estrela da Ordem do Mérito da Polónia (22 de Setembro de 1997)
- Excelentíssimo Senhor Grã-Cruz da Ordem do Mérito Civil de Espanha (17 de Agosto de 1998)
- Grande-Oficial da Ordem Nacional da Legião de Honra de França (29 de Novembro de 1999)
- Grã-Cruz da Ordem de Honra da Grécia (17 de Março de 2000)
- Grã-Cruz da Ordem de Leopoldo I da Bélgica (9 de Outubro de 2000)
- Grã-Cruz da Ordem do Mérito do Chile (30 de Setembro de 2001)
- Cavaleiro de Grã-Cruz da Ordem do Mérito da República Italiana de Itália (1 de Abril de 2002)
- Grã-Cruz da Ordem da Liberdade de Portugal (4 de Outubro de 2004)
- Primeira Classe da Ordem da Estrela Branca da Estónia (29 de Março de 2006)
- Grã-Cruz da Ordem da Estrela da Jordânia (28 de Maio de 2009)
- Grã-Cruz da Ordem do Mérito Real da Noruega (25 de Setembro de 2009)
- Cavaleiro de Grã-Cruz da Pontifícia Ordem Equestre de São Gregório Magno do Vaticano ou da Santa Sé (3 de Setembro de 2010)

### Distinções
- Doutoramento Honoris Causa pela Universidade dos Açores (6 de Março de 2017)

### Família
Filho do Tenente-Coronel Jaime da Rosa Ferreira da Gama (Horta, Matriz, Janeiro de 1914 - Lisboa, 29 de Julho de 2003), Cavaleiro da Ordem Militar de São Bento de Avis (28 de Dezembro de 1953) e Oficial da Ordem Militar de São Bento de Avis (4 de Julho de 1973), e de sua mulher Lucília Vaz do Rego de Matos (Ponta Delgada, São Sebastião, 12 de Setembro de 1916 - Lisboa, Estrela, Hospital Militar da Estrela, 21 de Setembro de 1987). É primo em terceiro grau da antiga mulher de Marcelo Rebelo de Sousa, Presidente da República Portuguesa.
Casou em Lisboa, a 18 de Setembro de 1971, com Alda Taborda, de quem tem um filho, João Taborda da Gama, Licenciado em Direito, variante de Direito Financeiro e Fiscal, pela Faculdade de Direito da Universidade de Lisboa, onde foi Professor Assistente, transferindo-se depois para a Faculdade de Direito da Universidade Católica de Lisboa, advogado, casado.